# 金斯县地方检察官
金斯县地方检察官（英語：Kings County District Attorney），也被称为“布鲁克林区地方检察官（Brooklyn District Attorney）”，是美国纽约州金斯县的地方检察官，其管辖地区实际上与纽约市布鲁克林区完全重合。他负责起诉违反纽约州法律的相关行为，而违反美国联邦法律的行为则交由美国纽约东区联邦检察官负责起诉。现任金斯县地方检察官是艾瑞克·冈萨雷斯。